# رحیم حمید
رحیم حمید (انگلیسی: Rahim Hameed؛ زادهٔ ۲۳ مهٔ ۱۹۶۳) یک بازیکن فوتبال اهل عراق است.
وی همچنین در تیم ملی فوتبال عراق بازی کرده است.